# Estoril Open 2005
Estoril Open 2005 — тенісний турнір, що проходив на кортах з ґрунтовим покриттям Estoril Court Central в Оейраші (Португалія). Це був 16-й за ліком Estoril Open серед чоловіків (9-й - серед жінок). Належав до серії International Series в рамках Туру ATP 2005, а також до турнірів 4-ї категорії в рамках Туру WTA 2005. Тривав з 25 квітня до 1 травня 2005 року.

## Фінальна частина

### Одиночний розряд, чоловіки
Гастон Гаудіо —  Томмі Робредо, 6–1, 2–6, 6–1

### Одиночний розряд, жінки
Луціє Шафарова —  Лі На, 6–7(4–7) 6–4, 6–3

### Парний розряд, чоловіки
Франтішек Чермак /  Леош Фридль —  Хуан Ігнасіо Чела /  Томмі Робредо, 6–3, 6–4

### Парний розряд, жінки
Лі Тін /  Сунь Тяньтянь —  Міхаелла Крайчек /  Генрієта Надьова, 6–3, 6–1